# Герцог Маджентський (дворянський титул)

Герб першого герцога Маджентського Патріса де Мак-Магона

Герцог Маджентський (фр. Duc de Magenta) — французький шляхетський титул створений імператором Наполеоном III для Маршала Франції Патріса де Мак-Магона 5 червня 1859 року.
Титул герцога Маджентського передається в спадщину серед нащадків Патріса де Мак-Магона.
Замок Сюллі (Бургундія) слугує родовим центром родини Мак-Магон і герцогів Маджентських.

## Історія появи титулу

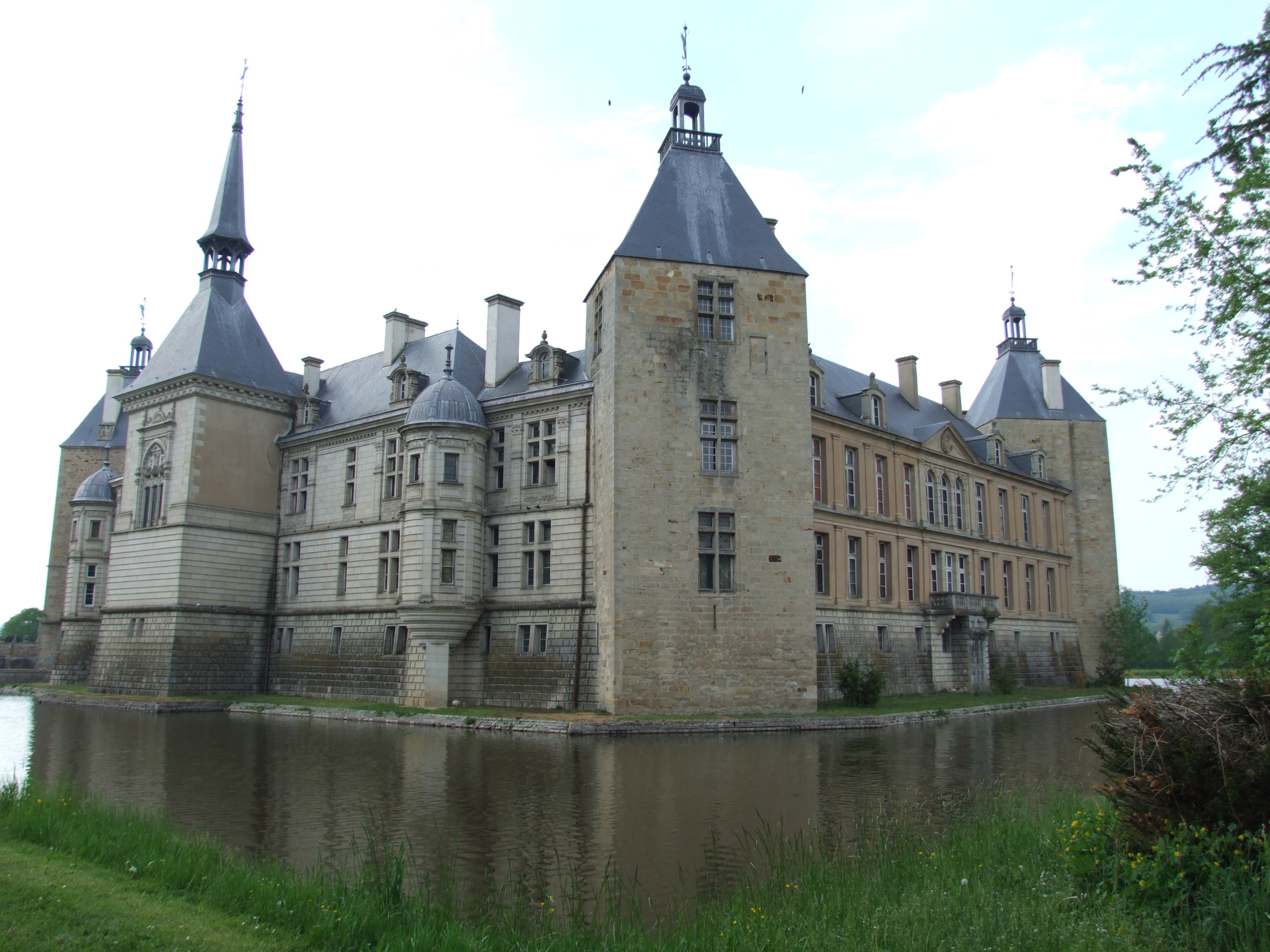
Замок Сюллі, родинний центр Мак-Магонів

4 червня 1859 року, під час Італійської компанії 1859 року відбулася Маджентська битва (фр. Bataille de Magenta) між франко-сардинськими та австрійськими військами. Після цієї битви австрійці залишають Ломбардію. Керівниками французьких військ в Італії були імператор Наполеон ІІІ та генерал Мак-Магон. Саме ІІ-й армійський корпус Мак-Магона, за допомоги генерала Реньо форсував річку Тічино та захопили селище Маджента.
Нагородою за цю перемогу було надання вищого військового чину Маршала Франції. Також Мак-Магону було дано наступного дня спадковий шляхетський титул перемоги «герцог Мадженський». 
Титул  Герцог Маджентський був один з чотирьох герцогських титулів наданих за часи Другої Імперії.

## Перелік герцогів Маджентських
- 1859-1893 Мари-Эдм-Патрис-Морис де Мак-Магон (1808–1893) — 1-й герцог Маджентський. Французький полководець. Маршал Франції (1859). Генерал-губернатор Французького Алжиру (1864–1870). Президент Франції (1873–1879). Один з найближчих поплічників Наполеона ІІІ.
- 1893-1927 Марі Арман Патріс де Мак-Магон (1855–1927) — 2-й герцог Маджентський. 6-й маркіз Егійський (1894). Французький полководець. Бригадний генерал (1915). Командор  ордену Почесного легіону. Нагороджений Військовим хрестом та пам'ятною медаллю за Мадагаскар.
- 1927-1954 Морис Жан Марі де Мак-Магон (1903–1954) — 3-й герцог Маджентський. 7-й маркіз Егійський.
- 1954-2002 Пилип Моріс Марі де Мак-Магон (1938–2002) — 4-й герцог Маджентський. 8-й маркіз Егійський.
- 2002 Моріс Марі Патрік Бахус Хамфрі де Мак-Магон (1992) — 5-й герцог Маджентський. 9-й маркіз Егійський.

## Цікаві факти
В Італії з 1554 року існує дворянський титул "граф Маджентський" (італ. Conte di Magenta), який належить родині Мелзі. В 1994 році 18-м графом Маджентським став Беніджо II Мелзі д’Еріл.

## Галерея

Герб родини Мак-Магон (став основою для герцогського герба)
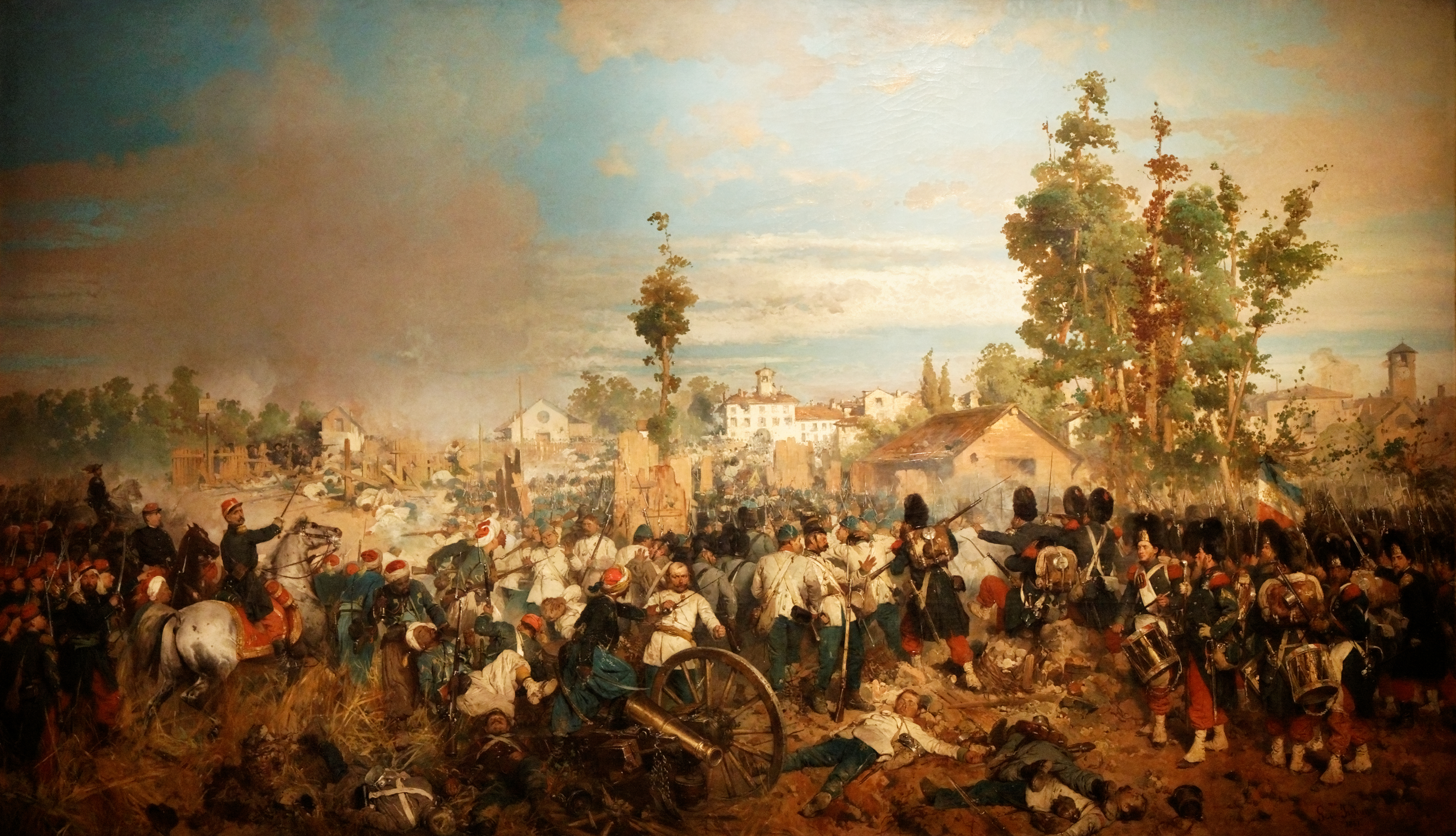
«Маджентська битва» мал. Індуно Джероламо. 1861 р.
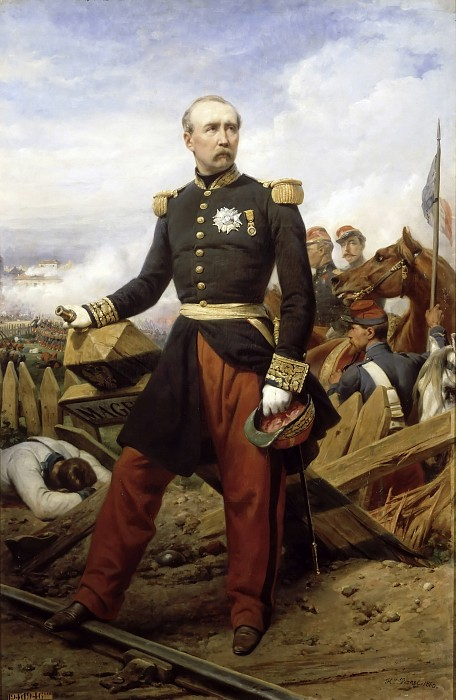
Патріс де Мак-Магон після перемоги в Маджентській битві. Мал Орас Верне
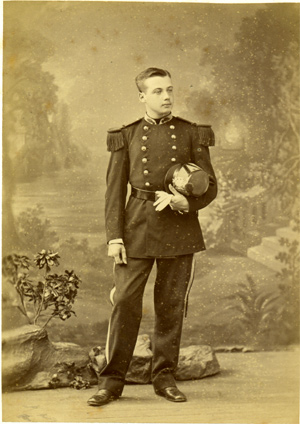
Марі Арманд Патріс де Мак-Магон, 2-й герцог Маджентський